# Digital tampering
Digital tampering, von to tamper, an etwas herumpfuschen, ist ein Fachausdruck für die analoge und digitale Fotomanipulation. Der Ausdruck ist abgeleitet vom Straftatbestand der Gerichtsbeeinflussung (Jury tampering), meint also ganz allgemein eine bewusste Urteilsbeeinflussung.
Digital tampering ist durch die von der Agentur Reuters verbreiteten manipulierten Bilder des Libanonkrieges von 2006 ins Bewusstsein der Öffentlichkeit gehoben worden. Die Agentur nahm aus diesem Grunde 920 Digitalaufnahmen eines freien Mitarbeiters aus dem Verteiler.
Es gibt verschiedene Methoden zur Bestimmung von Bildfälschungen. Die einfachste ist der Bildvergleich, bei dem jedoch die noch unveränderten Vorlagen oder vergleichbare Bildquellen vorliegen müssen.
Andere Methoden untersuchen die digitale Pixelverteilung mit statistischen Methoden und kommen so der Fälschung auf die Spur.